# Igor Osredkar
Igor Osredkar (Trbovlje, 20 giugno 1986) è un giocatore di calcio a 5 sloveno.

## Carriera

### Club
Crescituo nei settori giovanili di Litija e Slovan Lubiana, a 17 anni ha abbandonato il calcio in favore del calcio a 5 per ragioni economiche. Fino al 2013 ha alternato il calcio a 5 con un impiego presso le poste slovene.

### Nazionale
È capitano nonché primatista sia di presenze della nazionale slovena, con cui ha debuttato all'età di 19 anni, il 30 gennaio 2005. Ha partecipato a cinque campionati europei.

## Palmarès
- Campionato sloveno: 5

Litija: 2003-2004, 2004-2005, 2010-2011, 2011-2012, 2012-2013
- Coppa di Slovenia: 4

Gorica: 2008-2009
Litija: 2009-2010, 2010-2011, 2011-2012
- Campionato croato: 3

Nacional Zagabria: 2015-2016
Novo Vrijeme: 2017-2018, 2018-2019
- Coppa di Croazia: 1

Pola: 2022-2023
- Coppa di Bosnia ed Erzegovina: 1

Bubamara: 2024-2025